# Куквил (Тенеси)
Куквил (енгл. Cookeville) град је у америчкој савезној држави Тенеси.

## Демографија
По попису из 2010. године број становника је 30.435, што је 6.512 (27,2%) становника више него 2000. године.
| Група             | 2000.          | 2010.          |
| Белци             | 21.439 (89,6%) | 26.048 (85,6%) |
| Афроамериканци    | 697 (2,9%)     | 1.029 (3,4%)   |
| Азијати           | 449 (1,9%)     | 620 (2,0%)     |
| Хиспаноамериканци | 1.009 (4,2%)   | 2.132 (7,0%)   |
| Укупно            | 23.923         | 30.435         |